# Jacinto City
Jacinto City är en stad och förort till Houston i Harris County i Texas. Vid 2020 års folkräkning hade Jacinto City 9 613 invånare.